# 避免小行星撞擊
避免小行星撞擊是指人們採取各種措施阻止小行星或近地天体撞擊地球並將之引向远方。一个足够大的小行星或其他近地天体與地球撞击後，可能会引起大规模的海啸或大面積火灾，而且大量粉碎的岩尘和其他碎片流入平流层後阻挡阳光進而引發撞击冬天。
6600万年前，地球与一个大约10公里長的小行星碰撞後产生了希克蘇魯伯隕石坑，并引发了白垩纪﹣古近纪灭绝事件，科學界认为这一事件导致了大多数恐龙的灭绝。
人們几乎可以肯定的是，除非采取防御措施，否则小行星還是有可能撞擊地球。苏梅克－列维9号彗星、2013年车里雅宾斯克小行星撞击事件以及哨兵系統追蹤到的小行星已經引起人們對小行星威脅的警惕。
2018年4月，B612基金會表示："我们百分之百肯定会被一颗毁灭性的小行星击中，但我们并不百分之百确定什么时候。" 同样在2018年，物理学家史蒂芬·霍金在他的最后一本著作大问题的简要回答中，认为小行星撞擊是地球面臨的最大威胁，並介绍了几种避免小行星撞击的方法   。尽管如此，2019年3月，科学家们报告说，小行星可能比人們設想的更难摧毁    。

## 偏轉力度

已知的近地天體——截至2018年1 月Video (0:55; July 23, 2018) （地球軌道為白色）

### 正在進行的項目

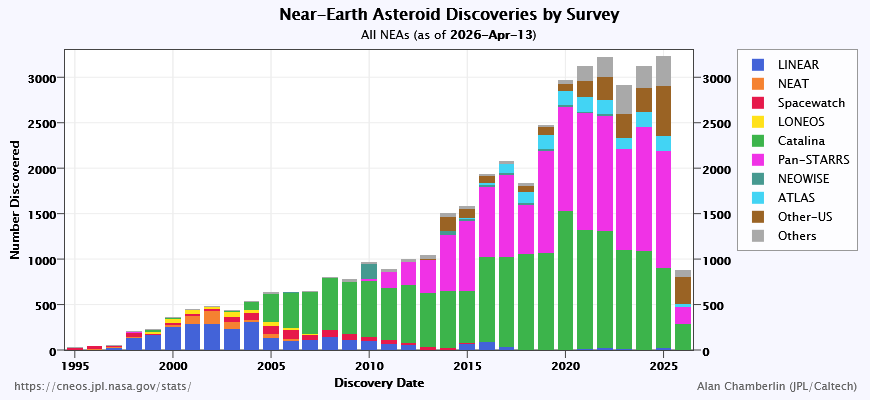
各種項目檢測到的近地天體數量。

近地天體觀測–從 2013 年 12 月開始的前四年數據（動畫；2018 年 4 月 20 日）

## 影響機率計算模式

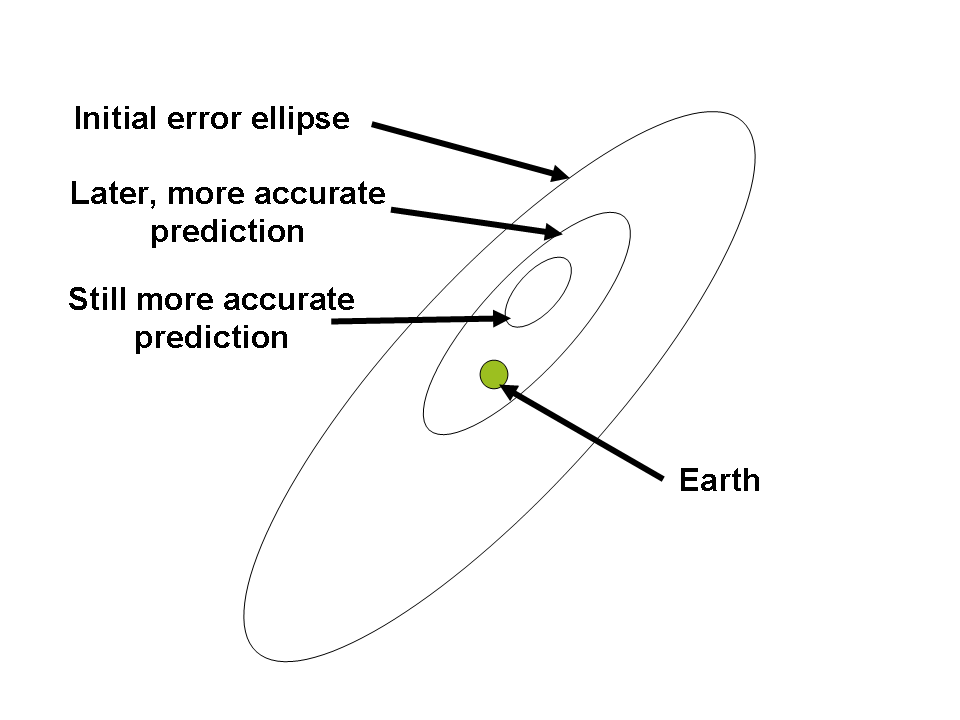
為什麼小行星撞擊概率經常上升，然後下降。

### 核爆炸裝置

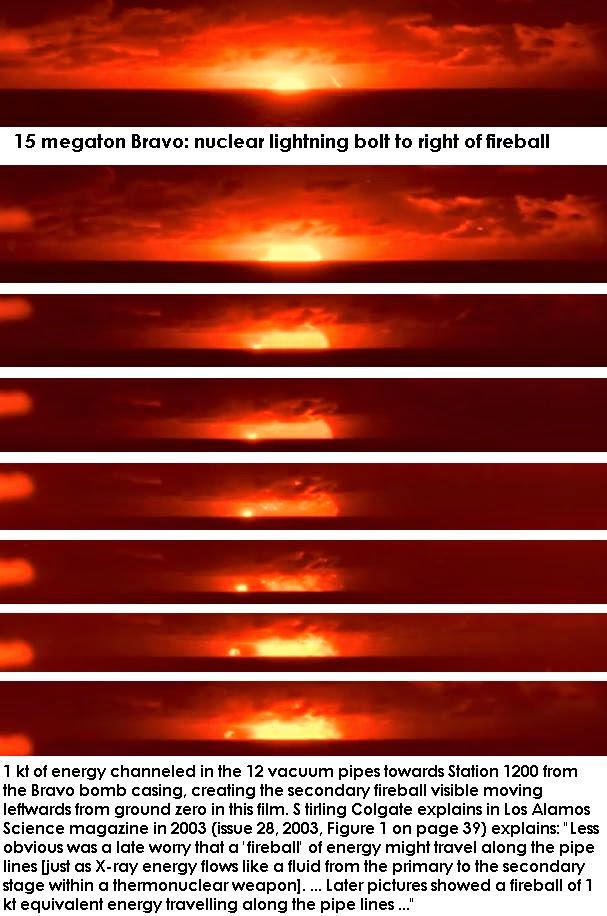
與早期填充氦氣體分壓的管道類似，如1952年常春藤麥克測試中使用的那樣，1954年的布拉沃城堡測試同樣配備了光導管 (LOS) ，以更好地定義和 量化這些早期熱核裝置產生的X射線和中子的時間和能量。 這項診斷工作的結果之一是這張圖表描繪了高能X射線和中子通過約2.3公里長的真空線的傳輸，隨後它在"1200站"碉堡加熱了固體物質，從而產生了二次火球。

#### 地表和地下使用

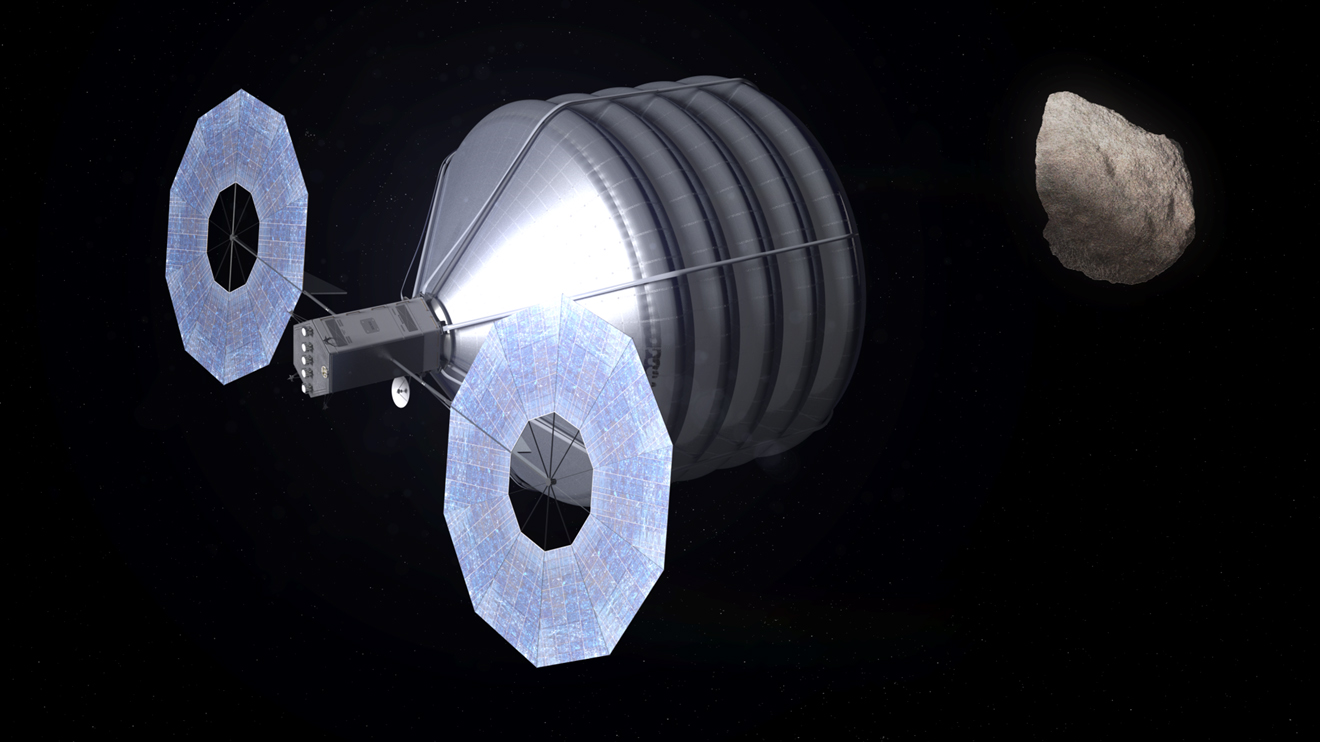
這位早期的小行星重定向任務藉由藝術家的印象暗示了另一種改變大型威脅天體軌道的方法，方法是捕獲相對較小的天體並使用這些天體，而不是通常建議的小型航天器，作為產生強大動能的手段，或者，更強大的更快作用的重力牽引機，因為一些低密度小行星，如253梅西爾德星有著吸能緩衝區。

#### 彗星偏轉的可能性

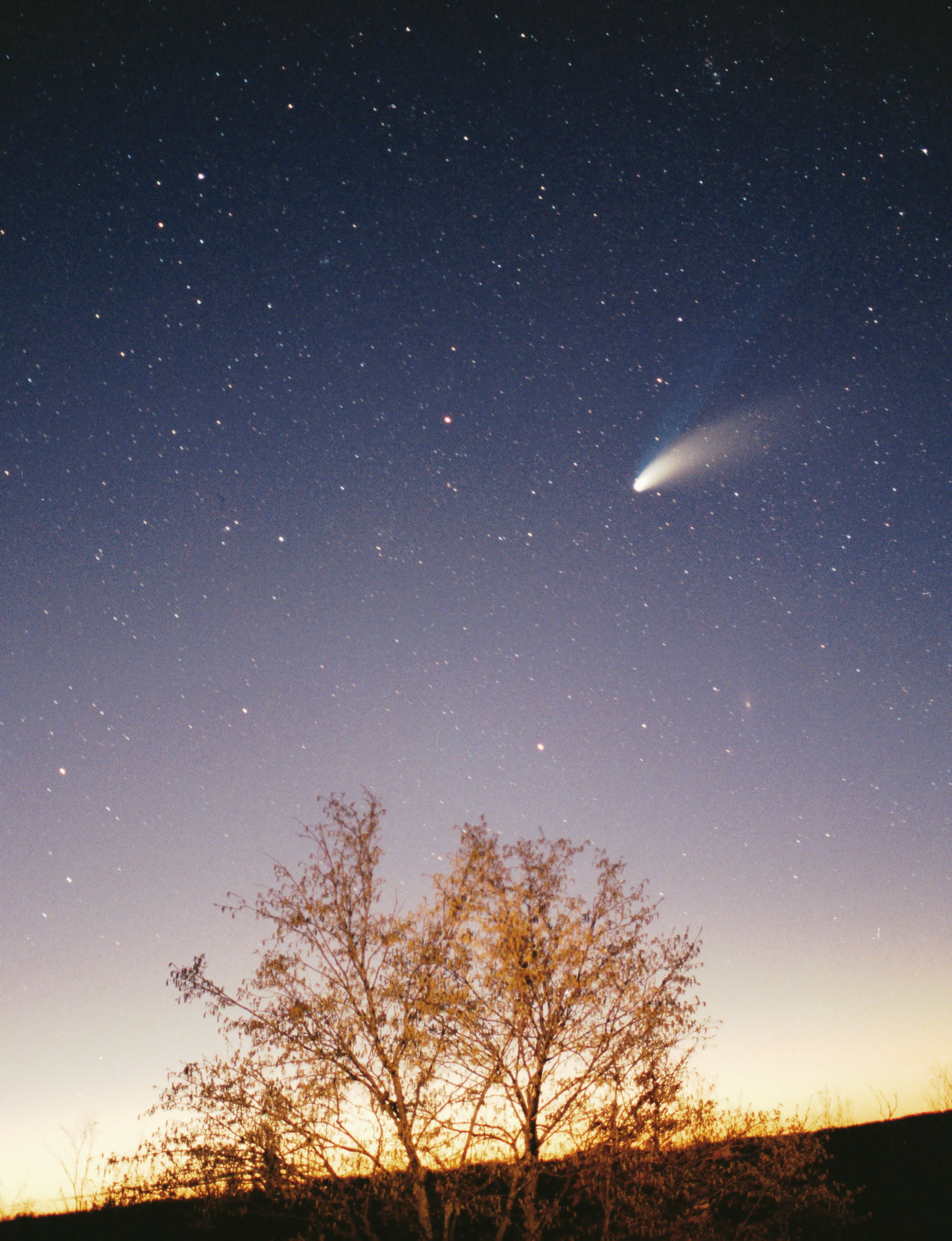
“誰知道，當一顆彗星接近這個地球並摧毀它時……人類不會用蒸汽從他們的地基上撕下岩石，並像據說巨人所做的那樣向燃燒的物質投擲山脈？”— 拜倫勳爵

### 動力學影響

2005年深度撞擊號與8x5公里（5x3英里）的坦普爾1號彗星的碰撞。撞擊閃光和由此產生的噴發物清晰可見。撞擊器在撞擊時產生19吉焦耳（相當於4.8英噸三硝基甲苯）。它在彗星的軌道運動中產生了預測的0.0001公釐/秒（0.014英寸/小時）的速度變化，並將其近日點距離減少了10公尺（33英尺）。撞擊後，一家報紙報導說彗星的軌道改變了 10公分（3.9英寸）。

### 其他提案

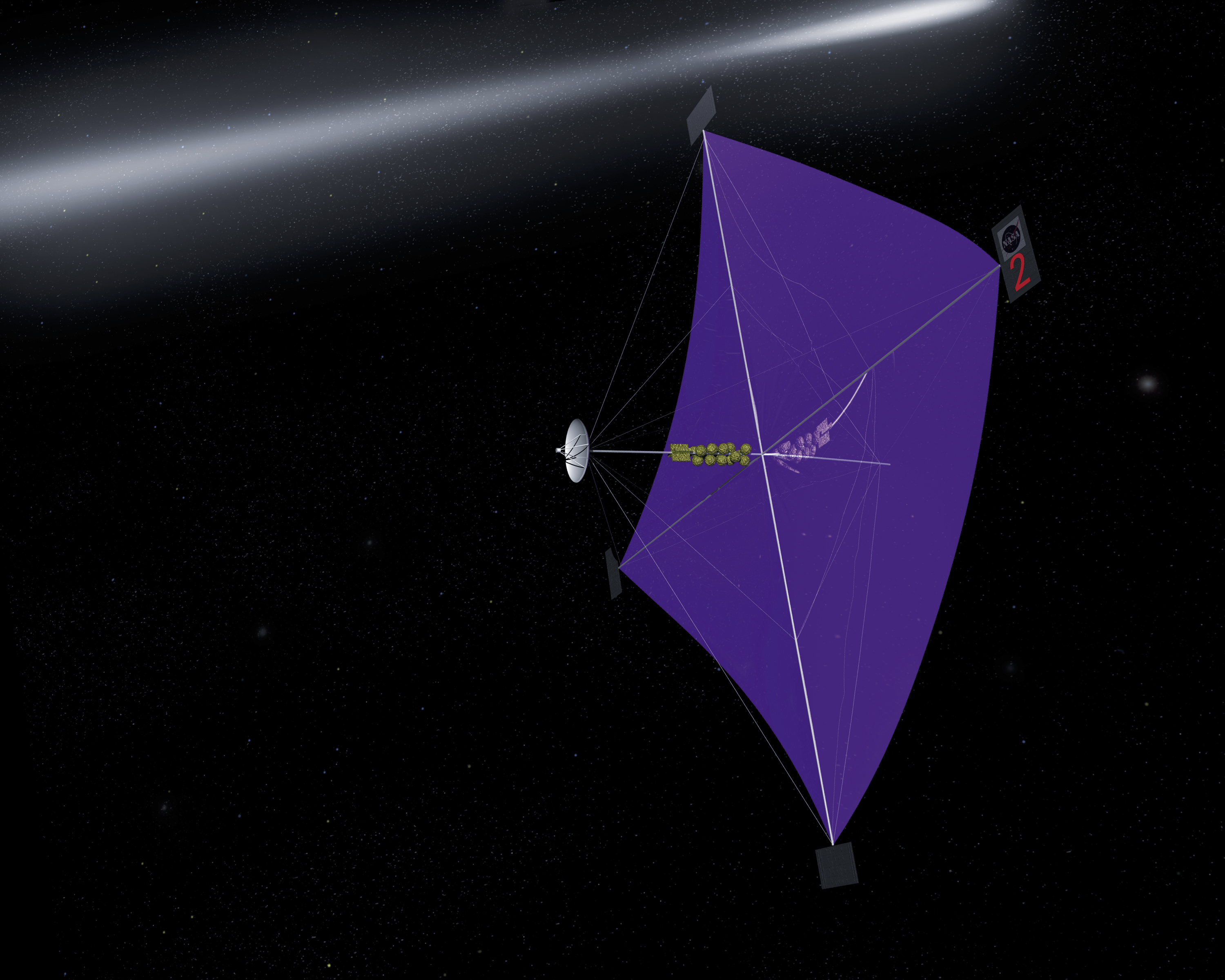
NASA對太陽帆的研究。帆寬0.5公里（0.31英里）。

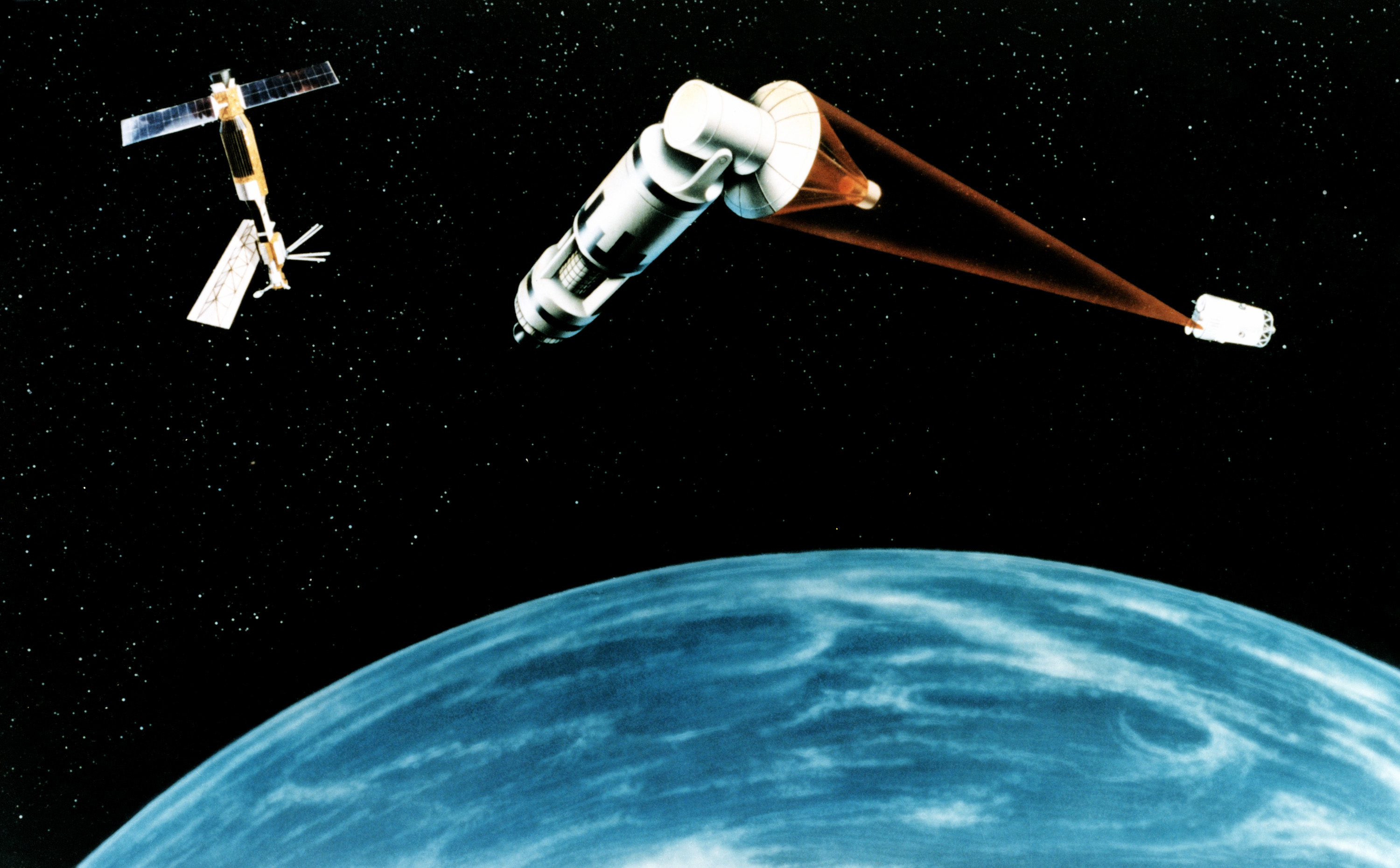
1984年戰略防禦計畫的概念是通用太空核泵浦激光器或氟化氫激光器向目標射擊，通過激光燒蝕引起目標物體的動量變化。以擬議的自由號太空站（ISS）為背景。